# Cabriolet (hippomobile)
Pour les articles homonymes, voir Cabriolet.
Le cabriolet était une voiture attelée légère, à deux roues, à 2 ou 3 places, tirée par un seul cheval, à suspension et qui comportait souvent une capote amovible. 
Son nom vient du verbe « cabrioler », qui évoque sa légèreté mais aussi son instabilité.

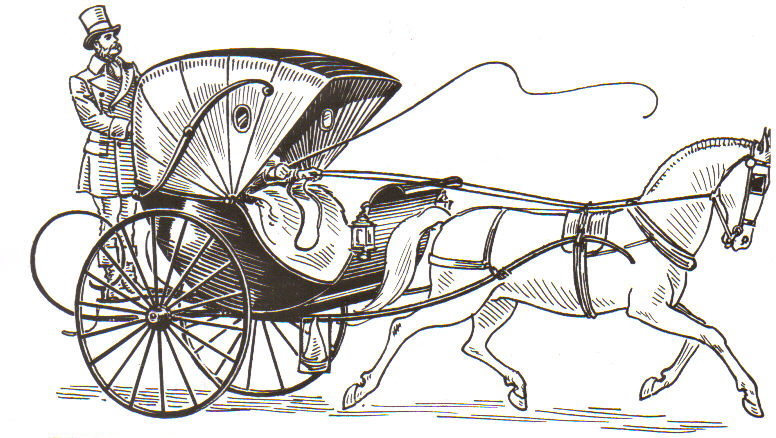
Cabriolet anglais

## Histoire
Au XVIIe siècle, on fabrique des petites voitures destinées à la promenade des dames, qui peuvent les mener elles-mêmes. C'est la chaise, siège monté sur deux roues placées en arrière sur deux brancards. La fabrication est élégante et soignée, le confort est procuré par les coussins, mais il n'existe aucune suspension. Au petit trot, la voiture secoue ses passagères en sautant comme une chèvre, d'où l'apparition du mot cabriolet. Le terme devient à la mode et on voit apparaître le fauteuil-cabriolet et le chapeau-cabriolet. 
À la Révolution, il n'est plus question de ce divertissement aristocratique, mais ce type de voiture, dérivé de la chaise, apparaît en France vers 1790.
Au XIXe siècle il réapparaît sous des formes moins luxueuses et plus évoluées techniquement. Désormais les roues sont situées sous la caisse, la voiture est équilibrée et le cheval n'a plus à en subir le poids. Les suspensions en ressorts métalliques ont fait leur apparition. D'abord avec les grands ressorts en C qui tiennent la caisse par des soupentes de cuir, on adopte finalement la suspension en demi-télégraphe, ou « suspension Dennett » en Angleterre, constituée de deux ressorts longitudinaux et un ressort transversal. Les efforts sont constants pour alléger l'ensemble.

## Caractéristiques
Une des particularités du cabriolet est que la conduite est assurée par l'un des passagers. Dans certains cas, un groom ou valet pouvait se tenir debout à l'arrière, pour diriger le cabriolet sans déranger les passagers.  Le cabriolet permettait de circuler sur tous les types de chemins, comme dans les rues encombrées des villes. 

## Variantes
En Angleterre, le cabriolet, plus maniable dans les embarras de la circulation urbaine, remplace le hackney comme véhicule de louage. Le conducteur se place sur un siège surélevé à l'arrière et le cab (abréviation de cabriolet) devint le taxicab.
Le constructeur londonien Tilbury crée dans les années 1800 un type de cabriolet particulier, le tilbury, reconnaissable à sa caisse arrondie, et à ses suspensions Dennett plus sophistiquées.
Le « cabriolet à quatre roues » plus stable, a un siège en bois à l'avant pour le cocher. Vers 1830, sous l'influence anglaise, on l'appelle « cabriolet-milord », puis simplement « milord ». Le grand cab anglais à quatre roues étant généralement un milord.
Un autre modèle fut baptisé « cabriolet-victoria », puis « victoria », en l'honneur de la reine : sa principale différence avec le milord est que le siège du cocher est en fer, et généralement amovible pour conduire avec ou sans cocher.
Un « cabriolet » peut désigner la partie avant, ouverte, d'une diligence.